# الكويت في الألعاب الأولمبية الصيفية 1996
تنافست الكويت في الألعاب الأولمبية الصيفية 1996 في أتلانتا في الولايات المتحدة. شارك 25 متنافسًا، جميعهم من الرجال، في 16 منافسة في 9 رياضات.

## الغوص
القفز من المنصة 3م للرجال
- علي الحسن

- التصفيات التمهيدية — 272.40 (→ لم يتأهل، المركز 33)

## المبارزة
في عام 1996، مثل الكويت أحد المبارزين.
السيف الرجال
- عبد المحسن علي

## كرة اليد
قائمة
- عباس الحربي
- عبد الرضا البلوشي
- عادل الكحام[الإنجليزية]
- بندر الشمري
- اسماعيل شاه الزاده[الإنجليزية]
- خلدون الخشتي
- خالد الملا
- مشعل العلي
- ناصر العتيبي
- قائد العدواني
- صلاح المرزوق
- سالم المرزوق

## رفع الأثقال
يعقوب أبو عرجيب

## الروابط الخارجية
- التقارير الاولمبية الرسمية